# Salomona vittifrons
Salomona vittifrons är en insektsart som beskrevs av Walker, F. 1869. Salomona vittifrons ingår i släktet Salomona och familjen vårtbitare. Inga underarter finns listade i Catalogue of Life.